# Le Grand Souffle
 (juin 2025).
Si vous disposez d'ouvrages ou d'articles de référence ou si vous connaissez des sites web de qualité traitant du thème abordé ici, merci de compléter l'article en donnant les références utiles à sa vérifiabilité et en les liant à la section « Notes et références ».
Le Grand Souffle est la quinzième histoire de la série Gil Jourdan de Maurice Tillieux. Elle est publiée pour la première fois en 1968, du no 1553 au no 1565 du journal Spirou. Elle est ensuite republiée dans l'album Chaud et froid en 1969.

## Personnages
- Gil Jourdan
- Libellule
- Jules Crouton
- M. Grumeau, concierge
- M. Grumeau, fermier, frère du précédent
- Professeur Legrand, ingénieur aéronautique
- Hans Hurner, espion, et son complice Vorlof

## Voitures remarquées

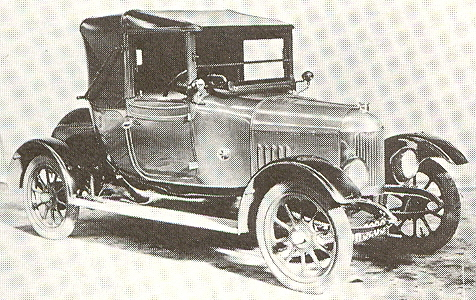
Une Morris Oxford Bullnose (photo de 1922).